# Мосальські
Мосальські, або Масальські — український і білоруський князівський рід XV — поч. XVII ст. з династії Рюриковичів, нащадки чернігівських Ольговичів. Засновник роду — князь Юрій Святославич Масальський. 

## Походження
Дідицтво Масалських знаходиться в селі Черлона чи Черльона на Гроднинщені над Неманом поблизу Луни. 
Традиція виводить їх  від наймолодшої гілки князів Корачевських (Мстислава Корачевського, згідно пізніших родоводів, сина князя Михайла Всеволодовича Чернігівського). Від 1418 року представляли у ВКЛ разом з князями Хотетовськими вигаслий рід князів Карачевських.
Сини Юрія Святославича Мосальського — Василь, Володимир (Володко) і Семен – поклали початок окремим гілкам роду Масальських.
Потомки старшого сина Василя вже у 2-ій половині XVI ст. мали володіння в Смоленському повіті.
Володимир Юрійович, засновник середньої лінії Мосальських отримав волсть Недоходов на півночі Верхівської землі, його син, Тимофій, вислужив у великого князя волость Друю на півночі Білорусі, якою володіли і його потомки.
Нащадки молодшого Мосальського, Семена також володіли землями в Смоленському повіті, і найраніше перейшли на службу до Москви.
представники яких мешкали також у Росії (князі Кольцови-Масальські, князі Литвинови-Масальські, князі Клубкови-Масальські) і Білорусі (князі Масальські на Олекшичах — перша Гродненська гілка, князі Масальські на Сапєжишках і Рачках — друга Гродненська гілка, князі Масальські на Друї — Браславська гілка, князі Масальські — Волковийська гілка. 1629 року двом родинам роду Масальських належало 36 димів.

## Представники
- Юрій Святославович (згаданий у 1377 р.), син Корачевського (Козельського) князя Святослава Титовича, його сини започаткували 3 гілки роду
  - Василь Юрійович Мосальський (†після 1470 р.)
    - Семен Васильович (? — після 1495)
    - Михайло Васильович Мосальський (? — після 1495), дружина — Тетяна.
      - Петро Михайлович
      - Василь Михайлович (? — після 1521), його потомки — Литвинови-Мосальські в Московії.
      - Семен Михайлович (? — після 1508), його потомки — Кольцови-Мосальські в Московії.
      - Борис Михайлович (? — бл. 1523), потомки писались Масальськими без приставок (перша Гродненська гілка)
      - Федір Михайлович (? — після 1519), дружина — Анастасія Язловецька (друга Гродненська гілка)
        - Іван Федорович Масальський-Мунча (бл.1519—1577) — отримав володіння на Волині, земський суддя Городенського повіту.
          - Лев Іванович
          - Федір Іванович Масальський (?—1617)
            - Олександр Федорович
            - Андрій Федорович (?—1651) — воєвода Берестейський, Мінський.
            - Григорій Федорович

          - Богдан Іванович
          - Анна Іванівна дружина Каспара Клодинського
          - Марина Іванівна дружина Андрія Івановича Обринського

    - Федір Васильович Мосальський (? — після 1495). Родоначальник Волинської гілки Мосальських.
      - Василь Федорович (? — після 1493)
      - Іван Федорович (? — після 1562)

  - Володимир Юрійович Мосальський (? — після 1450 р.) — отримав від Казимира Ягеллончика волость Недоход і село Ощитеськ. У нього було двоє синів: Тимофій та Олехно.
    - Тимофій Володимирович Мосальський (?—1505 р.) був намісником дубровенським, у 1487—1488 та 1499 рр. він очолював литовське посольство до великого князя московського Івана Васильовича. Був одружений з Анною Семенівною Сапіжанкою. Тимофій мав чотирьох синів, які залишились у Литві. Їх володіння були в центральних білоруських землях.
      - Олександр Тимофійович Мосальський,
      - Петро Тимофійович Мосальський (? — до 1561 р.), був одружений двічі — з Духною, дочкою князя Матвія Головчинського та Оленою, дочкою князя Андрія Сангушка-Каширського, володіння якого були на Волині та Турівщині.
        - Іван Петрович Мосальський (?—1569 р.), одружений з княжною Овдотею Андріївною Лукомською
        - Андрій Петрович Мосальський (?—1571 р.), одруженого з княжною Анною Богданівною Путятич-Друцькою.
        - Петро Петрович Мосальський (? — до 1570)

      - Юрій Тимофійович Мосальський (†до 1561 р.), одружений з княжною Анною Іванівною Друцькою-Соколинською.
        - Іван Юрійович Мосальський (†1558 р., не залишивши нащадків)

      - Іван Тимофійович Мосальський(†після 1561 р.). Засновник Брацлавської гілки князів Мосальських
        - Василь Іванович Мосальський (†після 1617 р.) був брацлавським підкоморієм. Ця гілка Мосальських обірвалась у кінці XVIII ст.

    - Олехно Володимирович Мосальський (†після 1500 р.) після переходу Мосальська до Московської держави отримав володіння біля Вовковиська. Від нього пішла Вовковиська гілка князів Мосальських.

  - Семен Юрійович Мосальський — Князь мосальський (перша половина XV ст.). Родоначальник Клубкових-Мосальських. Мав сина Івана, той — Дмитра та Семена, які перейшли на службу до Івана III, згадані в московських розрядах у 1512—13 р.[1]
    - Андрій Семенович Мосальський
    - Іван Семенович Мосальський (? — після 1490), його потомки Клубкови-Масальські.